# A-374
La A-374 es una carretera andaluza entre las provincias de Cádiz y Málaga. Pertenece a la Red Básica de Articulación dentro del Catálogo de Carreteras de Andalucía.
Se trata del penúltimo tramo de la conexión directa de Sevilla con la Costa del Sol, y existen planes de transformarla en autovía en la presente legislatura.[cita requerida]
Empieza en un intercambiador con la A-384 en Algodonales y se dirige hacia el sureste, pasando al margen del embalse de Zahara. Da acceso a los municipios de El Gastor, Montecorto y Los Arenosos, antes de su enlace más importante, con la A-372 que continúa hacia Grazalema. Antes de llegar a su destino discurre por el paraje natural del Arroyo del Cupil, con exuberante vegetación, pasa sobre el ferrocarril Bobadilla-Algeciras con un paso elevado, para a continuación seguir un trazado de amplio zig-zag en pendiente que permite salvar la altura necesaria para llegar a Ronda. La última curva de este enclave es la famosa Curva de Los Descalzos, de gran peligrosidad, pero desde la que se permite disfrutar de vistas panorámicas de la Serranía de Ronda. A continuación entra esta carretera a formar parte de la circunvalación Norte de Ronda, y tras varias salidas para distintas barriadas, llegamos a la rotonda donde se une con otras cuatro carreteras. Para llegar a la Costa del Sol debemos continuar por la A-397, que termina en San Pedro de Alcántara.
- Datos: Q4827060
- Multimedia: A-374 / Q4827060